# Yat Malmgren
Gert Olof Sigurd Malmgren, känd som Yat Malmgren, född Eriksson 28 mars 1916 i Gävle, död 6 juni 2002 i London var en svensk-engelsk balettdansare, skådespelare och teaterpedagog.

## Biografi
Det finns olika versioner av varför Gert Malmgren ändrade sitt tilltalsnamn till Yat, Enligt den ena versionen skedde det när han var verksam i Brasilien eftersom Gert förknippades med ett kvinnligt namn, enligt den andra versionen skedde det i England eftersom engelsmännen hade svårt att uttala Gert.
På 1930-talet tog Malmgren skådespelarlektioner hos aktrisen Julia Håkansson som då var över 80 år och danslektioner hos balettmästaren Sven Tropp. Därefter fortsatte dansstudierna i Berlin för de ryska pedagogerna Eugenie Edwardova och Viktor Gsowsky. Han debuterade som dansare i mars 1939 på Musikaliska akademin i Stockholm. Samma år vann han guldmedalj vid Concour International de la Dance i Brüssel vilket ledde till han engagerades vid Kurt Jooss danskompani som turnerade i Europa, Kanada, USA och Brasilien. På grund av kriget upplöstes kompaniet i Rio de Janeiro 1940 och Malmgren blev kvar i Brasilien till 1946 där han bland annat verkade som balettmästare. I Brasilien fick han kontakt med den franske skådespelaren Louis Jouvet som förmedlade Jacques Copeaus teaterestetik. 1948 fick han engagemang som premiärdansör vid International Ballet Company men redan 1949 tvingade en ryggskada honom att lämna dansen bakom sig. Han slog sig då ner i London och startade en dansstudio där många skådespelare tog lektioner.
Under början av 1950-talet kom Yat Malmgren i kontakt med rörelsepedagogen Rudolf von Laban och bjöds in att undervisa på dennes Darlington Hall i Devon. Senare under 1950-talet arbetade Malmgren som skådespelare bland annat på Royal Court Theatre i London och National Theatre. 1963 var han med och startade skådespelarutbildningen Drama Centre London och blev skolans rektor.
Efter tiden hos Laban arbetade Yat Malmgren med att systematisera dennes terminologi och förenade denna med Carl Gustav Jungs teorier. Undervisningen på Drama Centre var även inspirerad av Konstantin Stanislavskijs och Jacques Lecoqs skådespelarmetoder. Yat Malmgrens metodik har spelat stor roll för utbildningen på Scenskolan i Göteborg.